# Unió metall-semiconductor

Diagrama de bandes per a la unió metall-semiconductor amb polarització zero (equilibri). Es mostra la definició gràfica de l' alçada de la barrera Schottky, Φ _{B}, per a un semiconductor de tipus n com a diferència entre la vora de la banda de conducció interfacial E _{C} i el nivell de Fermi E _{F.}

En la física de l'estat sòlid, una unió metall-semiconductor (M-S) és un tipus d'unió elèctrica en què un metall entra en contacte estret amb un material semiconductor. És el dispositiu semiconductor pràctic més antic. Les unions M–S poden ser rectificatives o no rectificatives. La unió rectificadora metall-semiconductor forma una barrera Schottky, fent un dispositiu conegut com a díode Schottky, mentre que la unió no rectificadora s'anomena contacte òhmic. (En canvi, una unió semiconductor-semiconductor rectificadora, el dispositiu semiconductor més comú avui en dia, es coneix com a unió p–n).
Les unions metall-semiconductor són crucials per al funcionament de tots els dispositius semiconductors. Normalment es desitja un contacte òhmic, de manera que la càrrega elèctrica es pugui conduir fàcilment entre la regió activa d'un transistor i els circuits externs. De tant en tant, però, una barrera Schottky és útil, com en els díodes Schottky, els transistors Schottky i els transistors d'efecte de camp de metall-semiconductor.
Que una determinada unió metall-semiconductor sigui un contacte òhmic o una barrera Schottky depèn de l'alçada de la barrera Schottky, ΦB, de la unió. Per a una alçada de barrera Schottky prou gran, on ΦB és significativament superior a l'energia tèrmica kT, el semiconductor s'esgota prop del metall i es comporta com una barrera Schottky. Per a altures de barrera Schottky més baixes, el semiconductor no s'esgota i, en canvi, forma un contacte òhmic amb el metall.